# Аят (мини-футбольный клуб)
«Аят» — казахстанский мини-футбольный клуб, базирующийся в Рудном.

## История
Клуб создан под наименованием «Строитель» в 1985 году.

### «Строитель» (1985—2002)
В 1989 году «Строитель» занимает второе место в Первенстве СССР по мини-футболу, в 1995 году в г. Гродно (Белоруссия) на Международном турнире по мини-футболу, где принимали участие команды из Польши, Белоруссии, Украины, рудненская команда «Строитель» занимает I место.
В 1999 году на I Чемпионате Республики Казахстан по мини-футболу среди команд суперлиги рудненские футзалисты завоевывают золотые медали, став первыми чемпионами Казахстана.
В этом же году рудненские футболисты Баймуратов Талгат, Глебов Артем, Ильюхин Сергей и Клинов Игорь играют в составе сборной Казахстана. Сборная на чемпионате Азии (Малайзия) впервые становится бронзовым призёром, а в 2000 году — серебряным призёром (Таиланд).
В сезоне 2001-02 завоевывают бронзовые медали чемпионата. Следующий сезон для клуба становится крайне неудачным. Клуб проигрывают 17 матчей из 19-ти.
После этого сезона клуб расформировывают.

### Возрождение клуба (с 2007)
В 2007 году создается МФК «Аят». В 2007 году по итогам Первенства РК по футзалу среди команд первой лиги, в котором приняли участие 6 команд со всей Республики команда «Аят» занимает первое место и получает путёвку в высший дивизион. В этом же году рудненская команда в турнире на приз Президента Футбольного Союза Казахстана по футзалу занимает первое место.
В 2008 году участие в Х Чемпионате РК по футзалу среди команд высшей лиги сезона 2007—2008 гг. 5-е место.
В 2009 году на 11 Чемпионате РК по футзалу сезона 2008/2009 гг. команда «Аят» заняла 4 место, отставая всего на 2 очка от третьего места. Два игрока команды вошли в состав сборной РК по футзалу Григорий Шамро, Асхат Альжаксин. Старовойтов Сергей став членом молодёжной сборной Казахстана по футзалу, участвовал в финальном турнире Европейских стран молодёжных сборных, проходящего в городе Санкт-Петербург. В этом же сезоне была создана молодёжная команда «Аят-дубль», которая показала хорошее выступление в Чемпионате Костанайской области по мини-футболу заняв 1 место.
В 2010 году впервые в истории клуба «Аят», став третьим в розыгрыше XV Кубка по футзалу, продолжил «Бронзовую» серию и в XIII Чемпионате Республики Казахстан по футзалу среди команд высшей лиги. Александр Метелкин легионер из России играющий в составе «Аят» признан лучшим бомбардиром Кубка и Чемпионата РК. Пять игроков клуба вошли в состав национальной сборной Казахстана по футзалу: Григорий Шамро, Николай Казаков, Тимур Мурзабаев, Данияр Кенжегулов, Александр Якименко.
В сезоне 2011-12 команда занимает 7 место, а в 2013 году входит в пятерку лучших.

## Выступления в чемпионатах Казахстана
| Сезон     | Лига         | Место | Игр | Побед | Ничьи | Проигрыши | +/- голов | Очко |
| --------- | ------------ | ----- | --- | ----- | ----- | --------- | --------- | ---- |
| 1998-1999 | Чемпионат    | 1     | 8   | 6     | 1     | 1         | 42-27     | 19   |
| 1999-00   | Чемпионат    | 5     | 14  | 6     | 2     | 6         | 72-59     | 20   |
| 2000-01   | Чемпионат    | 3     | 11  | 8     | 0     | 3         | 50-33     | 24   |
| 2001-02   | Чемпионат    | 20    | 19  | 2     | 0     | 17        | 31-83     | 6    |
| 2002-03   | не выступала |       |     |       |       |           |           |      |
| 2003-04   | не выступала |       |     |       |       |           |           |      |
| 2004-05   | не выступала |       |     |       |       |           |           |      |
| 2006-07   | не выступала |       |     |       |       |           |           |      |
| 2007-08   | Чемпионат    | 5     | 24  | 8     | 0     | 16        | 107-155   | 24   |
| 2008-09   | Чемпионат    | 4     | 32  | 11    | 8     | 13        | 118-130   | 41   |
| 2009-10   | не выступала |       |     |       |       |           |           |      |
| 2010-11   | Чемпионат    | 3     | 21  | 7     | 4     | 10        | 108-98    | 25   |
| 2011-12   | Чемпионат    | 7     | 32  | 10    | 1     | 21        | 123-177   | 31   |
| 2012-2013 | Чемпионат    | 5     | 36  | 18    | 3     | 15        | 208-170   | 57   |
| 2014-2015 | Чемпионат    | 3     | 32  | 14    | 0     | 18        | 138-163   | 42   |
| 2015-2016 | Чемпионат    | 2     | 24  | 11    | 1     | 12        | 89-92     | 34   |
| 2016-2017 | Чемпионат    |       |     |       |       |           |           |      |
| 2017-2018 | Чемпионат    |       |     |       |       |           |           |      |
| 2018-2019 | Чемпионат    | 2     | 24  | 17    | 0     | 7         | 112-59    | 51   |
| 2019-2020 | Чемпионат    | 3     | 18  | 11    | 2     | 5         | 104-62    | 35   |

## Достижения
Чемпионат Казахстана
- Чемпион (1): 1998/1999
- Финалист (3): 2015/2016, 2016/2017, 2018/2019
- Бронзо (5): 2000/2001, 2010/2011, 2013/14, 2014/2015, 2017/2018
- Бронзовый призёр Кубка Казахстана по мини-футболу (1): 2011
- Обладатель Кубка Президента Казахстанской Футбольной Федерации(1): 1999
- Чемпион Международного турнира в Гродно (1): 1995
- Серебряный призёр Первенства СССР по мини-футболу (1): 1989